# ناوکی ماتسودا
ناوکی ماتسودا (به انگلیسی: Naoki Matsuda) بازیکن فوتبال اهل ژاپن و عضو تیم ملی فوتبال ژاپن بود که در تاریخ ۰۵ فوریه ۲۰۰۰ میلادی اولین بازی ملی‌اش را انجام داد. او در ۴۰ بازی ملی حضور داشت و آخرین بازی ملی خود را در تاریخ ۲۹ ژانویه ۲۰۰۵ میلادی انجام داد. ناوکی ماتسودا در بازی‌های ملی‌اش
۱ گل به ثمر رساند.